# 牧野貞為
牧野 貞為（まきの さだため）は、江戸時代後期の常陸国笠間藩の世嗣。官位は日向守。

## 略歴
3代藩主・牧野貞喜の長男として誕生。母は伊達村候の六女・寛。正室は松浦清の娘・伯。享和3年（1803年）2月16日に父に先立って早世した。享年22。
このため、弟・貞幹が世子となって藩主を継ぐこととなった。